# Poranga
Poranga é um município brasileiro do estado do Ceará. Localizado na Mesorregião do Noroeste Cearense e na Microrregião de Ipu. Sua população estimada em 2004 era de 12.086 habitantes.

## Toponímia
Poranga é vocábulo indígena que significa bonito. Da língua tupi poranga: bela, linda, formosa, bonita. Uma cidade muito bela onde sua principal praça costuma acumular jovens à procura de um grande amor. Um dos principais ponto turísticos do município é a Cachoeira do Pinga, a Igreja Mãe de Deus (Igrejinha de Pedra) e a Pedra Grande. . 
Poranga é vocábulo indígena que significa bonito. Da língua tupi poranga: bela, linda, formosa, bonita. Uma cidade muito bela onde sua principal praça costuma acumular jovens à procura de um grande amor. Um dos principais ponto turísticos do município é a Cachoeira do Pinga, a Igreja Mãe de Deus (Igrejinha de Pedra) e a Pedra Grande. .

## História
Chamou-se sucessivamente, Várzea Formosa e Formosa. Sua formação urbana provém de agricultores e pecuaristas cujo primitivo agregamento se deu em terras banhadas pelas nascentes dos rios Inhussu, Acaraú, Jatobá e Macambira. A elevação do reduto à categoria de Vila deu-se quando da criação do município de Ipueiras (Dec-Lei nº 448, de 20 de dezembro de 1938). A elevação à categoria de Município decorre da Lei nº 3.665, de 5 Julho de 1957, tendo sido instalado a 22 de Setembro do mesmo ano.
As primeiras manifestações de apoio eclesial provêm, inicialmente, de doações patrimoniais das quais constam como doadores Lourenço Alves de Almeida (1897) e Malaquias Alves de Almeida (1898), seguindo-se a edificação da respectiva Capela. Esse nicho foi construído graças ao trabalho realizado pelo padre Francisco Máximo Feitosa de Castro, vigário de Ipueiras, tendo como patronos, Jesus, Maria e José.

## Localização
Noroeste Cearense.
Limites:
Norte – Ipueiras; 
Sul:  Ipaporanga; 
Leste: Ipaporanga e Ararendá; 
Oeste:  Estado do Piauí.
Acesso Rodoviário:

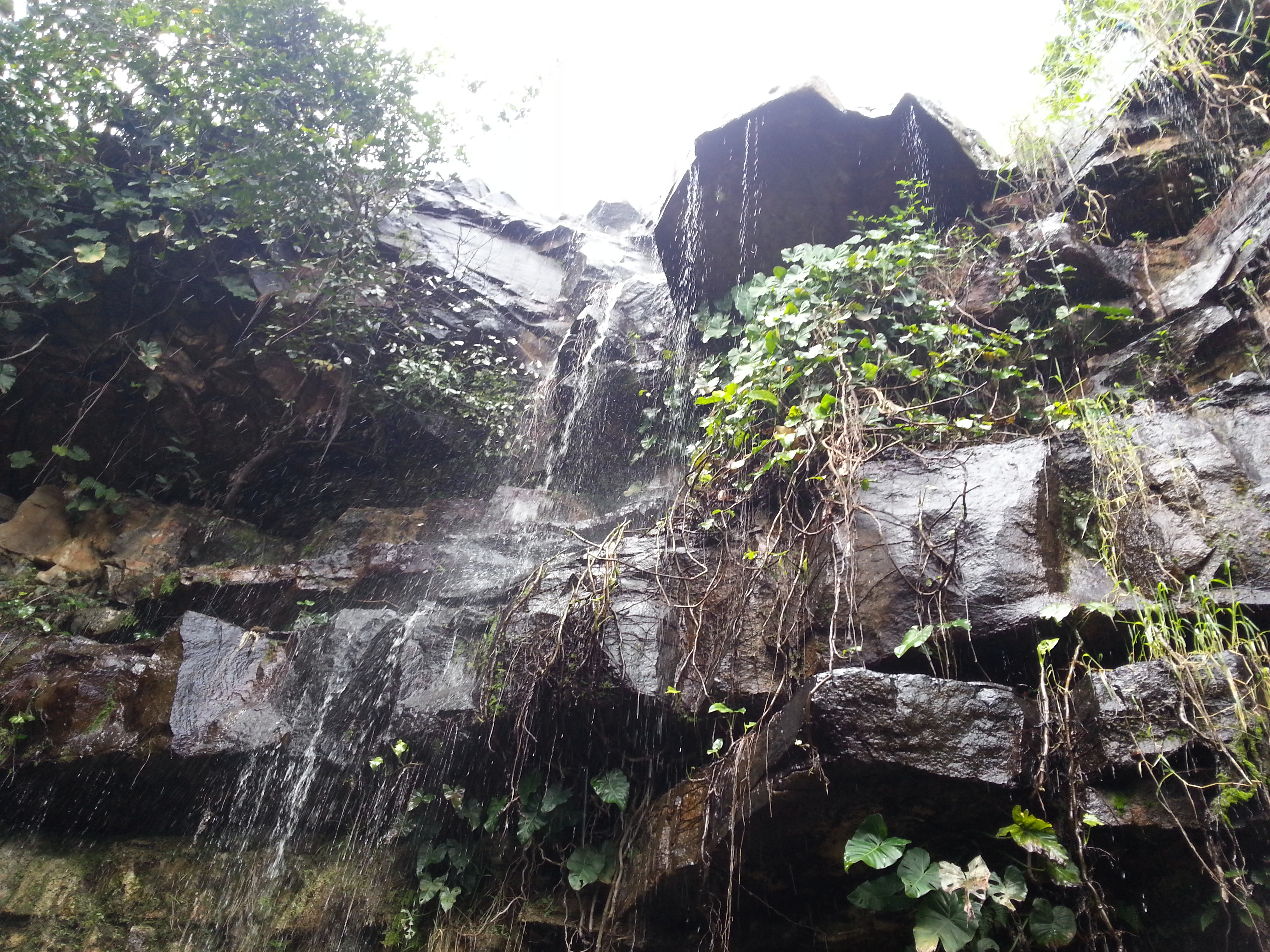
Cachoeira do Pinga

O acesso á cidade se dá através de rodovias estaduais e federais, tais como: CE-265, CE-257, BR-020 e BR-222.
Distâncias:
Poranga, está situada há 340 km de Fortaleza, capital do estado do Ceará.

## Turismo
Principais Pontos Turísticos:
- Casarões;
- Igreja de Pedra Mãe de Deus;
- Cachoeiras e Queda d'água Pinga;

- Rio Macambira;
- Cavernas;

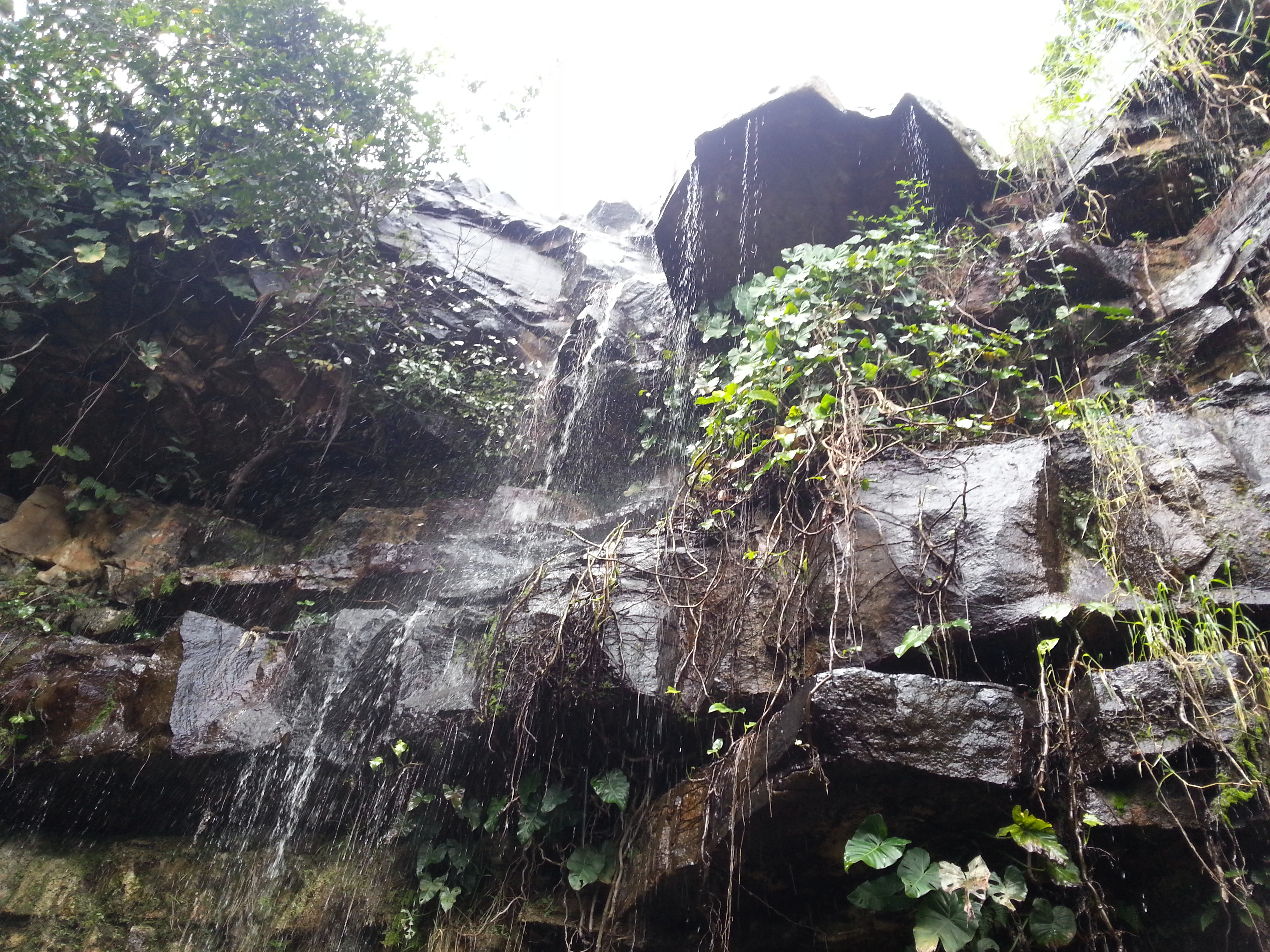
Quedas d'água do Pinga

- Escrita dos índios nas Pedras Rochosas;
- Pedra Grande;
- Festa do Município dia 05/07;
- Festa de Natal dia 24/12;
- Festa de Padroeiro último sábado do mês de julho.

## Subdivisão
- Sede(Poranga)
- Buritizal
- Cachoeira Grande
- Macambira

## Clima
Por ser um município serrana, Poranga tem um clima  um pouco mais ameno tendo Clima Semi Arido Brando com precipitações de em média 988mm, chuvas concentradas de Janeiro á Junho.